# Wong Chuk Kok Tsui
Wong Chuk Kok Tsui (kinesiska: 黄竹角咀) är en udde i Hongkong (Kina). Den ligger i den nordöstra delen av Hongkong.
Terrängen inåt land är kuperad åt sydväst, men norrut är den platt. Havet är nära Wong Chuk Kok Tsui åt nordost.  Närmaste större samhälle är Sai Kung, 15,7 km söder om Wong Chuk Kok Tsui. 